# Ivo Prćić mlađi
Ivo Prćić mlađi (1. travnja 1927. – 2002.) je bio bački hrvatski pjesnik, putopisac, književni kritičar i bibliograf.
Po struci je bio školski učitelj, predavao je jezik i književnost. 
Bio je suradnikom u Klasju naših ravni, Žigu i drugim časopisima i listovima.
Sin je pripovjedača i sakupljača hrvatske narodne baštine Ive Prćića starijeg, a otac publicista i urednika "Sirius (časopis)a" i "National Geographica" na hrvatskom, Hrvoja Prćića.

## Djela
(popis nepotpun)
- Bibliografija kalendara 'Subotička Danica' 1971. – 1972. i 1984. – 1993. (zajedno s Belom Gabrićem)

## Vanjske poveznice
- Klasje naših ravni br. 1/1997.  Arhivirana inačica izvorne stranice od 21. kolovoza 2007. (Wayback Machine) Ivo Prćić, mlađi - autobiografija
- Klasje naših ravni br. 1-2/2002.  Arhivirana inačica izvorne stranice od 21. kolovoza 2007. (Wayback Machine) Ivo Prćić: Riječ o Hrvoju
- Klasje naših ravni br. 5-6/2002.  Arhivirana inačica izvorne stranice od 21. kolovoza 2007. (Wayback Machine) In memoriam Ive Prćić, mlađi